# Craig Roberts Stapleton
Pour les articles homonymes, voir Stapleton.
Craig Roberts Stapleton, né le 17 avril 1945 à Kansas City, est homme d'affaires et diplomate américain. Il est l'ancien ambassadeur des États-Unis en France durant 4 ans, de 2005 à 2009. 

## Biographie
Né à Kansas City, dans le Missouri, il a effectué des études secondaires à la Phillips Exeter Academy et a passé une licence de lettres (avec félicitations du jury) au Harvard College. Il a ensuite obtenu un diplôme de MBA de la Harvard Business School.
Depuis 1982, il est président du bureau de conseil immobilier Marsh and McLennan Real Estate Advisors, de New York. De 1989 à 1998, il a été copropriétaire, avec George W. Bush, de l'équipe de baseball des Rangers du Texas. En 2004, il a assuré les fonctions de président du comité de l’État du Connecticut pour la campagne de réélection du président Bush et, en 2005, il était membre du conseil d’administration de plusieurs sociétés : Allegheny Properties, Metro PCS, TB Woods et Winston Partners.
Il a été ambassadeur des États-Unis en République tchèque de 2001 à 2004. Le 25 juillet 2005, Stapleton a présenté ses lettres de créance au président Jacques Chirac au Palais de l'Élysée.
Il est marié avec Dorothy Walker Stapleton, originaire comme lui de Greenwich dans le Connecticut et cousine germaine de George H.W. Bush. Ils ont deux enfants adultes.

## Activités associatives
Stapleton est président de la fondation Václav Havel aux États-Unis. Il a reçu la médaille Jan Masaryk pour services rendus à la République tchèque. Il a également fait partie du conseil d’administration du Peace Corps sous le mandat du président George H. W. Bush. Les œuvres de bienfaisance auxquelles il s’intéresse sont particulièrement orientées vers l’éducation. Il a été administrateur de la Brunswick School à Greenwich, dans le Connecticut, et membre du comité représentant le Harvard College à l'étranger. Il est aussi engagé pour le patrimoine puisqu'il est président de l'association des American Friends of the Château de Compiègne (AFCDC).